# Dedevci
Dedevci (kyrillisch:Дедевци) ist ein Dorf im Westen Serbiens. 

## Geographie und Bevölkerung
Das Dorf liegt in der Opština Kraljevo, im Okrug Raška. Dedevci
hatte bei der Volkszählung 2002 341 Einwohner, während es 1991 442 Einwohner waren. Nach den letzten drei Bevölkerungsstatistiken fällt die Einwohnerzahl von Dedevci weiter. Die Bevölkerung stellen mehrheitlich orthodoxe Serben und eine Minderheit, ebenfalls orthodoxer Montenegriner. Zudem lebt im Dorf auch ein Mazedone. Das Dorf besteht aus 127 Haushalten. Dedevci liegt westlich von Kraljevo.

## Demographie
| Jahr | Einwohnerzahl |
| ---- | ------------- |
| 1948 | 673           |
| 1953 | 647           |
| 1961 | 612           |
| 1971 | 560           |
| 1981 | 514           |
| 1991 | 442           |
| 2002 | 341           |

## Belege
- Knjiga 9, Stanovništvo, uporedni pregled broja stanovnika 1948, 1953, 1961, 1971, 1981, 1991, 2002, podaci po naseljima, Republički zavod za statistiku, Beograd, maj 2004, ISBN 86-84433-14-9
- Knjiga 1, Stanovništvo, nacionalna ili etnička pripadnost, podaci po naseljima, Republički zavod za statistiku, Beograd, Februar 2003, ISBN 86-84433-00-9
- Knjiga 2, Stanovništvo, pol i starost, podaci po naseljima, Republički zavod za statistiku, Beograd, Februar 2003, ISBN 86-84433-01-7